# Spruce Pine
Spruce Pine és una població dels Estats Units a l'estat de Carolina del Nord. Segons el cens del 2000 tenia 2.030 habitants.

## Demografia
Segons el cens del 2000, Spruce Pine tenia 2.030 habitants, 888 habitatges i 575 famílies. La densitat de població era de 201,5 habitants per km².
Dels 888 habitatges en un 27,3% hi vivien nens de menys de 18 anys, en un 48,8% hi vivien parelles casades, en un 12,5% dones solteres, i en un 35,2% no eren unitats familiars. En el 32,1% dels habitatges hi vivien persones soles el 16,8% de les quals corresponia a persones de 65 anys o més que vivien soles. El nombre mitjà de persones vivint en cada habitatge era de 2,29 i el nombre mitjà de persones que vivien en cada família era de 2,89.
Per edats la població es repartia de la següent manera: un 23,3% tenia menys de 18 anys, un 8,3% entre 18 i 24, un 26,6% entre 25 i 44, un 22,3% de 45 a 60 i un 19,7% 65 anys o més.
L'edat mediana era de 40 anys. Per cada 100 dones de 18 o més anys hi havia 84,6 homes.
La renda mediana per habitatge era de 24.766 $ i la renda mediana per família de 33.902 $. Els homes tenien una renda mediana de 22.324 $ mentre que les dones 22.375 $. La renda per capita de la població era de 15.440 $. Entorn del 12,4% de les famílies i el 17% de la població estaven per davall del llindar de pobresa.

## Poblacions properes
El següent diagrama mostra les poblacions més properes.